# Chuck Zito

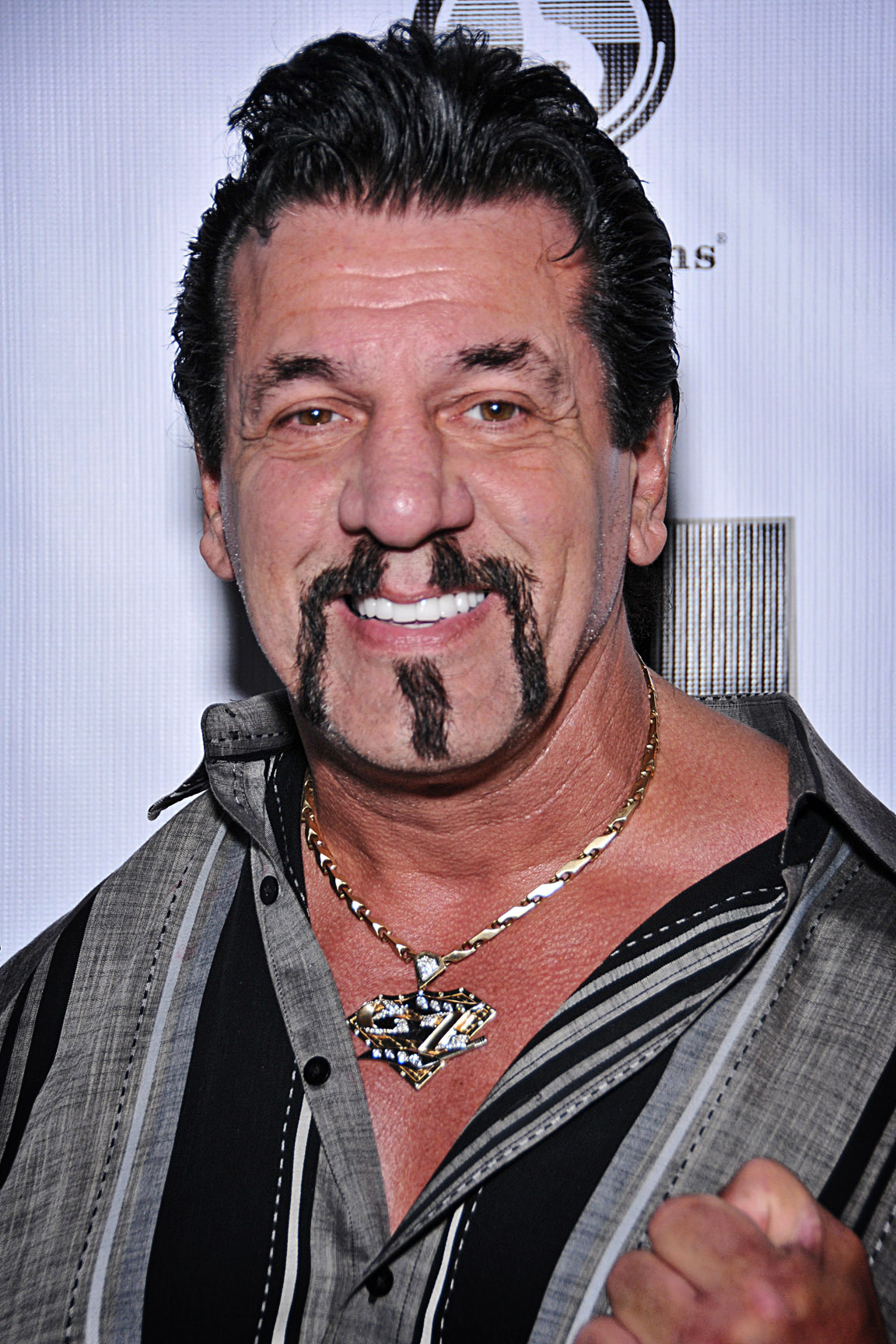
Chuck Zito år 2013.

Chuck Zito, född som Charles Zito Jr. den 1 mars 1953 i Bronx, New York, är en amerikansk skådespelare med italienskt ursprung. Han är mest känd för sin roll som maffialedaren Chucky "The Enforcer" Pancamo i TV-serien Oz.
Zito var tidigare ledare för Hells Angels i New York.
Han har svart bälte i karate och har varit livvakt åt Jean Claude Van Damme, Pamela Anderson, Mickey Rourke och Sylvester Stallone.

## Filmografi (filmer som haft svensk premiär)
- 1993 – Carlito's Way – utkastare
- 1993 – Nowhere to Run – fånge
- 1994 – Jimmy Hollywood – tuff kille
- 1996 – Den edsvurna – Frankie